# Spritmonitor
Spritmonitor es un sitio web alemán que recopila y proporciona información sobre el consumo de combustible de automóviles en condiciones de uso real. La base de datos se nutre de la información que proporcionan los usuarios, que registran los repostajes de sus vehículos en el sistema (crowdsourcing).

## Historia
El sitio web fue creado por Thomas Fischl y Dominik Fisch como un proyecto paralelo a sus estudios de informática en la Universidad de Passau, Alemania, en 2001. Inicialmente, el proyecto se conocía con el nombre de "Tablas de consumo" y después de una fase de prueba pasó a llamarse "Spritmonitor" ("Sprit" es una forma coloquial de referirse al combustible en alemán). El sitio web es operado y propiedad de la empresa Fisch und Fischl GmbH, fundada en 2008.

## Funciones
Spritmonitor ofrece dos funciones principales:

### Registro y análisis del consumo de combustible y demás gastos de vehículos personales
En primer lugar, el sitio web permite registrar los datos de combustible y del resto de gastos de los vehículos del usuario. A partir de estos datos, el usuario puede realizar diferentes análisis (por ejemplo, consumo de combustible según temporada, tipo de combustible, neumáticos usados, etc.). Spritmonitor se puede utilizar mientras viaja con las correspondientes aplicaciones para iPhone y Android, así como con la versión móvil del sitio web. Este uso es gratuito para el usuario, si bien algunas opciones avanzadas, como la posibilidad de adjuntar archivos, requieren una suscripción anual.

### Consulta y análisis de los datos publicados por otras personas
En segundo lugar, otras personas pueden ver y analizar los datos introducidos por los usuarios de Spritmonitor que hayan escogido compartirlos. Esto permite obtener datos de consumo de combustible en condiciones reales, agrupado por modelo de vehículo y motor, lo que puede ayudar a futuros compradores de vehículos o a propietarios de vehículos que quieran comprobar si el consumo de su vehículo es normal en comparación con otros. 

## Uso en estudios
El tamaño y calidad de la base de datos Spritmonitor permite utilizarla en estudios científicos. El International Council on Clean Transportation (ICCT) utiliza los datos recogidos en su informe anual “From Laboratory To Road” así como Federación Europea de Transporte y Medio Ambiente en sus estudios “Mind The Gap” y “¿Cómo de limpios son los coches eléctricos?”. La Deutsche Umwelthilfe también hace referencia a Spritmonitor en su publicación “Verbrauchsabweichungen in Deutschland und den USA”.
Los datos de Spritmonitor también se utilizan en publicaciones de diferentes medios de comunicación. La organización alemana de consumidores Stiftung Warentest también hace referencia a Spritmonitor en su guía para la compra de coches usados.

## Cifras
En enero de 2025, la base de datos de Spritmonitor declara contener 800.000 usuarios, más de 1 millón de vehículos y 50 millones de repostajes, correspondientes a una distancia total recorrida de 25.000 millones de kilómetros.